# Kobylica (województwo zachodniopomorskie)
Kobylica (niem. Neuhof) – dawna osada w Polsce, położona w województwie zachodniopomorskim, w powiecie białogardzkim, w gminie Białogard, na południowy zachód od Podwilcza.
Dawny majątek rycerski (Rittergut), będący do 1783 we władaniu rodziny von Podewils. W l. 30. XIX wieku wymieniana jako domena szlachecka z 4 domami i 33 mieszkańcami w rejencji koszalińskiej, w powiecie białogardzkim. W 1863 osadę zamieszkiwały 52 osoby. W 1867 w majątku – łącznie z należącym doń młynem – zamieszkiwało 60 osób. Osada składała się z 6 budynków mieszkalnych i 8 budynków gospodarczych. W miejscowości hodowano 12 koni, 23 woły, 536 owiec, 9 świń, 1 kozę; ponadto znajdowało się tu 8 uli. Do młynarza należał koń, krowa, 4 owce, 3 świnie oraz 2 ule. W początku XX wieku majątek zamieszkiwały 54 osoby. W 1908 obszar dworski wchodził w skład obwodu w Rarwinie.
22 października 1949 roku miejscowość oficjalnie otrzymała polską nazwę.